# MBSヨル隊
『MBSヨル隊』（エムビーエスヨルたい）は、MBSラジオが2017年度から2020年度までのナイターオフ期間限定で、毎週火曜日 - 金曜日の18:00 - 20:00（JST）に編成していた自社制作・生放送番組のレーベル枠。

## 概要
MBSラジオのナイターオフ編成では、2015年度から（月曜日を除く）毎日の夕方（平日は17:53 - 19:30、土曜日・日曜日は17:59 - 19:00）に、『MBSベースボールパーク みんなでホームイン!』（自社制作によるスポーツニュース・情報番組）を生放送。火曜日 - 金曜日の19:30から（基本として）22:00までは、2015年度の『ニュースターラジオ』（生放送による帯番組）を経て、2016年度に「スマラジw」というレーベル枠を設けていた。
「スマラジw」では、火曜日に『メッセンジャーあいはらの夜はこれから!』、水曜日に『マイコー・ミュージック』、木曜日に『笑い飯哲夫の明るく楽しいニュースシャワー』、金曜日に『ナジャとアナの虹色レインボー』を編成。『虹色レインボー』については、2017年度のナイターイン編成でも、『ナジャ・グランディーバのレツゴーサタデー』という生放送番組として月1回のペースで放送を続けていた。
しかし、MBSラジオでは2017年度のナイターオフ編成で、火 - 木曜日18:00 - 22:00および金曜日18:00 - 21:00の番組構成を一新。「スマラジw」の終了や『みんなでホームイン!』の全曜日休止へ踏み切る一方で、火 - 金曜日の18:00 - 20:00に当レーベルを新設した。なお、火 - 木曜日の20:00 - 22:00には『次は〜新福島!』（毎日放送アナウンサー・福島暢啓の冠番組）、金曜日の20:00 - 21:00には『こちら茶屋町お天気部!』（毎日放送報道局気象情報部と契約する気象予報士がパーソナリティを務める気象情報番組）を放送する。
当レーベルの編成に際しては、「スマラジw」から『マイコー・ミュージック』以外の3番組を移動。また、編成上のタイトルを「MBSヨル隊　～」に統一している。『メッセンジャーあいはらの夜はこれから!』については、火曜枠で『金村義明のええかげんにせぇ〜!』（MBSラジオ野球解説者・金村義明の冠番組）を放送することから、水曜枠に組み込まれた。『笑い飯哲夫の明るく楽しいニュースシャワー』は、木曜日での放送を続ける一方で、番組タイトルを『笑い飯哲夫の明るく元気なニュースシャワー』に変更。ナジャ・グランディーバがパーソナリティを務めるシリーズ番組については、『ナジャ・グランディーバのレツゴーフライデー』として、金曜日のレギュラー放送を復活させた。
2018年度のナイターオフ編成では、『笑い飯哲夫のニュースシャワー』シリーズが第3弾『笑い飯哲夫の喜怒怒怒怒怒怒怒怒哀楽ニュースシャワー』を名乗ったり、一部曜日で出演者が変更された以外は、前年度を踏襲した。
2019年度のナイターオフ編成でも、前年度の体制をほぼ踏襲（『笑い飯哲夫のニュースシャワー』シリーズは第4弾『笑い飯哲夫の喜喜喜喜喜喜喜喜怒哀楽ニュースシャワー』に）。年末年始は放送時間を拡大した特別版が編成された（『メッセンジャーあいはらの夜はこれから!』は大晦日の『こんちわパラちゃん年の瀬ですょ!』が相当）。
2020年度には、2019年度途中（2020年初頭）から新型コロナウイルスへの感染が拡大している影響で、プロ野球公式戦の日程が6月19日（レギュラーシーズン開幕戦） - 11月25日（日本シリーズ最終戦）に変更された。MBSラジオではナイターオフ期間を例年の6ヶ月から4ヶ月（2020年12月 - 2021年3月）に短縮したものの、当レーベルでは、『笑い飯哲夫のニュースシャワー』シリーズのタイトルを『笑い飯哲夫のニュースシャワー』に変更しただけで2018年度以降の放送体制を踏襲した。

### 2021年度以降
MBSラジオでは2021年の10月改編から、平日に通年で放送している生ワイド番組の編成を大幅に変更。当レーベルの前枠（2020年度のナイターイン編成までは月 - 金曜日→同年度のナイターオフ編成から月 - 木曜日）に編成されていた『上泉雄一のええなぁ!』（月曜日に金村がパートナーとしてレギュラー出演）の放送枠を『子守康範 朝からてんコモリ!』の後番組扱いで月 - 金曜日の早朝へ移動することに伴って、『金村義明のええかげんにせぇ〜!』を毎週月曜日、『メッセンジャーあいはらのYouはこれから!』（『メッセンジャーあいはらの夜はこれから!』が母体の生ワイド番組）を毎週水曜日の夕方（15:00以降の時間帯で新設の番組レーベル「夕方もポチっとMラジ」内）に通年で編成する。
その一方で、2021年度のナイターオフ期間（2021年11月30日 - 2022年3月）には、『笑い飯哲夫のニュースシャワー』と『ナジャ・グランディーバのレツゴーフライデー』を前年度と同じ曜日・時間帯で継続。火曜日には『メッセンジャー黒田のチラシダス』、水曜日には『西靖・谷口キヨコのもっと聴きたい!水曜日』を新たに編成したものの、レーベル名は設定されていない。なお10・11月は、日本プロ野球が2020年東京オリンピックによる長期中断などにより通常より1ヶ月程度進行が遅れていることから、暫定的に『MBSベースボールパーク』として公式リーグ戦の残り、並びにクライマックスシリーズ、日本シリーズの生中継に充てていた。
2022年度のナイターオフ期間（2022年11月1日 - 2023年3月）には、『メッセンジャー黒田のチラシダス』と『西靖・谷口キヨコのもっと聴きたい!』の放送曜日を入れ替えたことに伴って、『もっと聴きたい!』の曜日表記を「水曜日」から「火曜日」に変更。木曜日には『夕凪カベポスター』を新たに編成し、金曜日には前年度と変わらず『ナジャ・グランディーバのレツゴーフライデー』を放送した。なお、前年度を以ってレギュラー放送を終了した『笑い飯哲夫のニュースシャワー』は不定期の特別番組へ移行した。
2023年度のナイターオフ期間（2023年11月7日 - 2024年3月予定）は、3年ぶりに統一レーベル「不惑のMラジ」を制定。ギャロップ、中西正男、ミッツ・マングローブ、ナジャ・グランディーバ（『ナジャ・グランディーバのレツゴーフライデー』を継続）の、いずれも40代をメインパーソナリティーに起用した日替わり番組を編成する。

## 放送時間
- 毎週火曜日 - 金曜日　18:00 - 20:00
  - いずれの曜日でも、19時の時報明けに『MBSニュース』を5分間放送。『みんなでホームイン』の18時台前半に全曜日共通のコーナーとして編成していた「Today's Sports Topix」（阪神タイガース関連の情報が中心のスポーツニュース）については、火曜日にのみ『金村義明のええかげんにせぇ〜!』内で放送していた。
  - 阪神が毎年2月に実施する春季キャンプについては、2016年・2017年に『みんなでホームイン』で放送していたキャンプ地（沖縄県宜野座村）からの生中継リポートのうち、火 - 金曜分を『上泉雄一 今日のウワ言』（2017年度ナイターオフ期間の前枠番組）や『金村義明のええかげんにせぇ〜!』へ随時組み込んでいた。
  - 2018年以降のナイターイン編成では、『ナジャ・グランディーバのレツゴーフライデー』のみ、2017年のナイターイン編成に続いて『ナジャ・グランディーバのレツゴーサタデー』として月に1回放送する（当該項で詳述）。
  - 2021年3月は『ナジャ・グランディーバのレツゴーフライデー』のみ17:55開始に変更された。

### 備考
- レーベル全体では、2017年度は10月4日（水曜日）の『メッセンジャーあいはらの夜はこれから!』から生放送を開始。2018年3月29日（木曜日）の『笑い飯哲夫の明るく元気なニュースシャワー』で放送を終了した。ただし、放送期間序盤の同月上旬はNPBセントラル・リーグのレギュラーシーズン最終盤と重なっているため、MBSラジオでは以下の特別編成で対応していた。
  - 火曜日における2017年度ナイターオフ編成の初日（2017年10月3日）には、『金村義明のええかげんにせぇ〜!』ではなく、『ありがとうボクらの虎戦士たち』（阪神の掛布雅之二軍監督退任および安藤優也・狩野恵輔の現役引退に関する特別番組）を18:00  - 20:00に生放送。『ええかげんにせぇ〜!』で金村のパートナーを務める井上雅雄（毎日放送のスポーツアナウンサー）・市川いずみが進行役を務めるとともに、『ホームイン』のレギュラーでもあった藪恵壹・亀山つとむ（いずれもMBSラジオ野球解説者）の出演で、同番組のPRを兼ねた金村のコメント音源（事前収録）も放送した。
  - 2017年の10月上旬には、阪神のレギュラーシーズン最終カード（阪神甲子園球場での対中日ドラゴンズ2連戦）がナイトゲームで組まれていたため、MBSラジオでは『MBSベースボールパーク』として両試合の完全中継を優先した。
    - 10月5日（木曜日）には、阪神対中日のナイトゲームが当初の予定通りに催されたため、同カードを21:06まで生中継。雨傘番組扱いで編成されていた『笑い飯哲夫の明るく元気なニュースシャワー』については、翌週（10月12日）に第1回を放送した。
    - 10月6日（金曜日）には、阪神のレギュラーシーズン最終戦（中日とのナイトゲーム）が予定されていたことから、『ナジャ・グランディーバのレツゴーフライデー』を雨傘番組扱いで編成。しかし、中継を始める前に雨天中止が決まったため、同番組と『こちら茶屋町お天気部!』の第1回を放送した。なお、当該試合は10月10日（火曜日）の予備日に開催。6日の中継でも解説する予定だった金村・藪がダブル解説、『金村義明のええかげんにせぇ〜!』パートナーの井上、同じくパートナーの市川いずみがスタジオアシスタントを担当した。
- 2017年のNPBポストシーズン期間中の火  - 金曜日に、セントラル・リーグ　クライマックスシリーズ（CS）および日本シリーズのナイトゲームを開催する場合には、『MBSベースボールパーク』として当該試合の完全中継を優先した。
  - 『金村義明のええかげんにせぇ〜!』については、亀山をパーソナリティ代理に立てたうえで、2017年10月17日に第1回の放送を予定していた。NPBのポストシーズン期間中に金村がフジテレビ野球解説者としての活動を優先すること[6]による措置で、放送が実現した場合には、金村が滞在先の広島から電話で出演することになっていた。しかし、阪神と横浜DeNAベイスターズよるCSファーストステージ（甲子園）の決着が第3戦にまでもつれ込んだうえに、16日（月曜日）にナイトゲームで予定していた第3戦が雨天中止によって翌17日へ順延。このため、MBSラジオでは17日に、『MBSベースボールパーク』として第3戦の完全生中継を実施した。
  - 阪神はCSファーストステージ第3戦での敗戦によって、ファイナルステージへの進出に至らなかった。しかし、MBSラジオでは2017年10月18日（水曜日）から、広島東洋カープとDeNAによるCSファイナルステージ（マツダスタジアム）の試合をニッポン放送制作分中継の同時ネット形式で放送[7]。平日にはファイナルステージをナイトゲームで開催するため、火 - 金曜日には、当レーベルの番組を雨傘番組として編成した。
    - 『金村義明のええかげんにせぇ〜!』については、前述した事情から、第1回の放送をいったん10月24日にまで延期していた。しかし、ファイナルステージの決着が第5戦以降へ持ち越されたうえに、21日（土曜日）と22日（日曜日）にデーゲームとして開催を予定していた第4戦が平成29年台風第21号の接近に伴う天候不良で中止になった[8]。その影響でファイナルステージの日程を順延したため、MBSラジオでは、23日（月曜日）に第4戦、DeNAが日本シリーズへの進出を決めた第5戦（いずれもナイトゲーム）を24日に中継した。翌週の火曜日（31日）には横浜スタジアム（DeNAの本拠地で屋外球場）から日本シリーズ第3戦の生中継（TBSラジオ制作）を放送したため、『金村義明のええかげんにせぇ〜!』の第1回放送はシリーズ終了後の11月7日にまで持ち越された。

## 番組タイトル・出演者
ニュースキャスターはいずれも毎日放送アナウンサーで、当枠の後（『次は～新福島!』内では21:15前後）に放送する定時ニュースも担当。

### 火曜日『金村義明のええかげんにせぇ〜!』
- パーソナリティ：金村義明
  - MBSラジオでは、2015年度から2021年9月まで『上泉雄一のええなぁ!』の月曜日にパートナーとして出演。当番組の放送期間中にも出演を続けていた。ちなみに、ラジオの生放送番組にレギュラーでパーソナリティを務めるのは、当番組が初めてである[9]。
- パートナー（2017・2018年度）：井上雅雄（毎日放送のスポーツアナウンサー）、市川いずみ（出演年度中は『MBSベースボールパーク』スタジオアシスタント兼阪神側ベンチリポーター）
- パートナー（2019・2020年度）：金山泉（毎日放送のスポーツアナウンサー）、清水綾音（松竹芸能所属のタレント）
  - 清水以外は『みんなでホームイン!』のレギュラー（井上、市川いずみ、金山は2015年度から、金村は2016年度のみ）。市川は、当番組を放送しない月曜日にも『亀山つとむのスポーツマンデー!』（18:00 - 18:30に通年で生放送）へ出演していた。
  - 2021年10月の放送枠移動・通年番組化以降は、井上がパートナーに復帰するほか、清水に代わって福良美恵（舞夢プロ所属のタレント）がパートナーに加わる。
- ニュースキャスター：上田崇順（2017年度）、柏木宏之もしくは加藤康裕（2018年度・隔週担当）、千葉猛（2019年度）、西村麻子（2020年度）

### 水曜日『メッセンジャーあいはらの夜はこれから!』
- パーソナリティ：メッセンジャーあいはら
  - MBSラジオで2015年度から毎週木曜日に『松井愛のすこ〜し愛して♥』（平日ランチタイムの生ワイド番組）のパートナーを務める縁で、コーナー紹介やジングルを収録した音源では、同番組メインパーソナリティの松井愛（毎日放送アナウンサー）が声を当てていた。
- パートナー（2017年度）：中西正男（「デイリースポーツ」記者出身の芸能ジャーナリスト）、市川義一（「女と男」市川くん）、古川圭子（毎日放送アナウンサー、2017年12月20日から月に1回のペースで出演）
  - 「スマラジw」時代のパートナーだった前田阿希子（担当時点では毎日放送アナウンサー）とガリガリガリクソンが諸般の事情で続投できなくなった[10]ため、2017年度は『こんちわorこんばんわパラちゃん年の瀬ですょ!』（MBSラジオが2014年から毎年大晦日に放送する特別番組[11]）であいはらと共演している中西をパートナーに起用。さらに、あいはらの後輩芸人である市川くんを進行役に起用した。
  - 2017年12月20日放送分では、市川くんが休演したため、古川をパートナー代理に起用。この起用を機に、2018年1月から3月までの放送では、古川も月に1回のペースで登場していた。
- パートナー（2018年度）：ネイビーズアフロ[12]、藤林温子（毎日放送アナウンサー）
- パートナー（2019年度）：河野良祐（令和喜多みな実）、藤林温子（毎日放送アナウンサー）
- パートナー（2020年度）：武川智美（毎日放送アナウンサー）
  - 武川の他に、中西や過去のレギュラー芸人が「夜これファミリー」と称して週替わりで出演。
- ニュースキャスター：柏木宏之（2017年度）[13]、上田崇順（2018年度）、玉巻映美（2020年度）

### 木曜日『笑い飯哲夫のニュースシャワー』シリーズ
2017年度『笑い飯哲夫の明るく元気なニュースシャワー』
2018年度『笑い飯哲夫の喜怒怒怒怒怒怒怒怒哀楽ニュースシャワー』
2019年度『笑い飯哲夫の喜喜喜喜喜喜喜喜怒哀楽ニュースシャワー』
2020年度以降『笑い飯哲夫のニュースシャワー』
- パーソナリティ：笑い飯哲夫
  - 『スマラジw』時代に続いて、哲夫が休演する場合には、奥田修二（学天即）がパーソナリティ代理を担当。下記のように、番組タイトルを「（パーソナリティ代理のコンビ名・名前）の明るく元気なニュースシャワー」に変更した。
    - 2017年10月26日[14][15][15]・11月23日[16][17]・12月28日[18][19]放送分：「学天即奥田の明るく元気なニュースシャワー」
- パートナー：加藤夏海（2017年度、テレビ愛媛出身のフリーアナウンサー）、寺田有美子（2018年度、K-MIX出身のフリーアナウンサー）、関岡香（2019年度以降、毎日放送アナウンサー）、中野雅至（神戸学院大学教授、奈良県大和郡山市および厚生労働省の元・職員）
  - 「スマラジw」時代のパートナーであった斉藤雪乃が、後述する事情によってレギュラーで出演できなくなったため、斉藤と同じ舞夢プロ所属の加藤をパートナーに起用。さらに、『ちちんぷいぷい』（MBSテレビで平日午後に生放送の情報番組）の「ぷいぷい顧問団」（コメンテーター陣）に名を連ねる中野が、「御意見番」という役割を担う。『ちちんぷいぷい』は当番組の開始10分前（17:50）まで放送されるが、「顧問」としての中野の出演は16:00頃の「Today's VOICE」（関西ローカル向けのニュースコーナー）までに限られるため、木曜日には当番組の前に『ちちんぷいぷい』へ登場することもあった。
  - 斉藤が当番組のレギュラー出演を控えた背景には、「スマラジw」での放送開始前から、隔週木曜日に『キャスト』（ABCテレビが平日の夕方に関西ローカルで放送する報道・情報番組）へレギュラーで出演していることによる。『キャスト』は基本として16:58 - 19:00（当時）の生放送番組であるため、「MBSヨル隊」への移行による放送枠の繰り上げ後は、当初から『キャスト』へ登場しないことが決まっている週にゲスト扱いで出演するだけにとどまった（2018年1月25日放送分が該当）。
  - 中野が休演する場合には、『ちちんぷいぷい』のレギュラー経験者（ニュース解説担当）が、パートナー代理として出演した。
    - 2017年11月30日・2018年1月11日放送分：立岩陽一郎[20]（NHK記者出身のジャーナリスト）
    - 2018年2月22日・2019年1月17日放送分：石田英司（当時、毎日放送制作局専任局長）
    - 2019年11月7日放送分：斉藤貞三郎[21]（毎日新聞大阪本社制作技術局長）

  - 2018年2月8日放送分には加藤が休演したため、古川が中野と共にパートナーを務めた。
  - 関岡は番組途中で出演を終了する[22]。
- ニュースキャスター：千葉猛（2017・2018年度）、上田崇順（2019年度）
- 「若手芸人責任編集」（2019年度、週替わりで1名が出演[23]）：皆川（ネイビーズアフロ）[24]、津田康平（マルセイユ）[25]、田邊孟德（タナからイケダ）[26]、トキ（藤崎マーケット）[27]

### 金曜日『ナジャ・グランディーバのレツゴーフライデー』
- パーソナリティ：ナジャ・グランディーバ
  - 2017年11月17日放送分では、タイに滞在していたため休演。ミヤ蝶美・蝶子（現：パピヨンズ）がパーソナリティ代理を務める『ミヤ蝶美・蝶子のレツゴーフライデー』として放送した。
  - 2022年12月16日放送分では、体調不良のため休演。三ツ廣政輝（毎日放送アナウンサー）がパーソナリティ代理を務める『ミッツ・ヒロマサーキのレツゴーフライデー』として放送した。
- パートナー：チキチキジョニー
  - 『レツゴーサタデー』からレギュラーで出演。
  - 2017年10月13日放送分では、番組決定前に別の仕事が入っていたため休演。
  - 2019年10月以降は、『松井愛のすこ〜し愛して♥』の金曜日でパートナーを務めてから当番組に出演することがある。
- リポーター（2018年度）：三ツ廣政輝、辻沙穂里（隔週交代でいずれか1名が出演、いずれも毎日放送の当時の新人アナウンサー）
- ニュースキャスター：福本晋悟（2017 - 2019年度）、上田崇順（2021年度）
- 「ナジャじゃジャーナル」（18時台）キャスター：毎日放送アナウンサーから1名が出演
  - 『虹色レインボー』時代には、主に毎日放送の現役アナウンサーが、週替わりで全編にわたってパートナーを務めた（●印の付いたキャスターは当時のパートナー経験者）。『レツゴーサタデー』からは、「ナジャじゃジャーナル」（放送週のニュース・話題に関するテーマトークコーナー）にのみ出演。
  - 2023年度開始直前時点での全シーズン出演アナウンサーは馬野雅行（『虹色レインボー』には不出演）と亀井希生・古川圭子夫妻の3名。一方『レツゴーフライデー』での本コーナー不出演アナウンサー（『虹色レインボー』開始以後の離籍者を含む）は鈴木健太（2017年6月異動）、水野晶子（2018年12月定年退職）、赤木誠（2023年10月嘱託満了）、山中真（現職。2017年度以降のスケジュールの都合によるもので、『虹色レインボー』『レツゴーサタデー』への出演歴はある）の4名。
  - 2023年度『レツゴーフライデー』ではコーナー名が「ナジャじゃジャーナルDX」に変更されたが、アナウンサーは「不惑のMラジ」木曜日『ミッツ・マングローブのかしこラジオ』にて週替わりパートナーを務めることから、本コーナーへの出演は取り止めとなった。
  - 2022年度以降の『レツゴーサタデー』では、アナウンサーが出演しない「ナジャのDoなるジャーナル」として放送。